# Chefferie supérieure du canton Deïdo
La chefferie supérieure du canton Deïdo est une institution traditionnelle au Cameroun située dans l'arrondissement de Douala I dans le quartier Deïdo.

## Géographie
La chefferie supérieure Deïdo est située dans l'arrondissement Douala I, dans le département Wouri de la région du Littoral. Ce groupement est classé au 1er degré par l'Arrêté n°019/CAB/PM du 07 février 1981 déterminant les groupements traditionnelles de 1er degré au Cameroun.

## Histoire

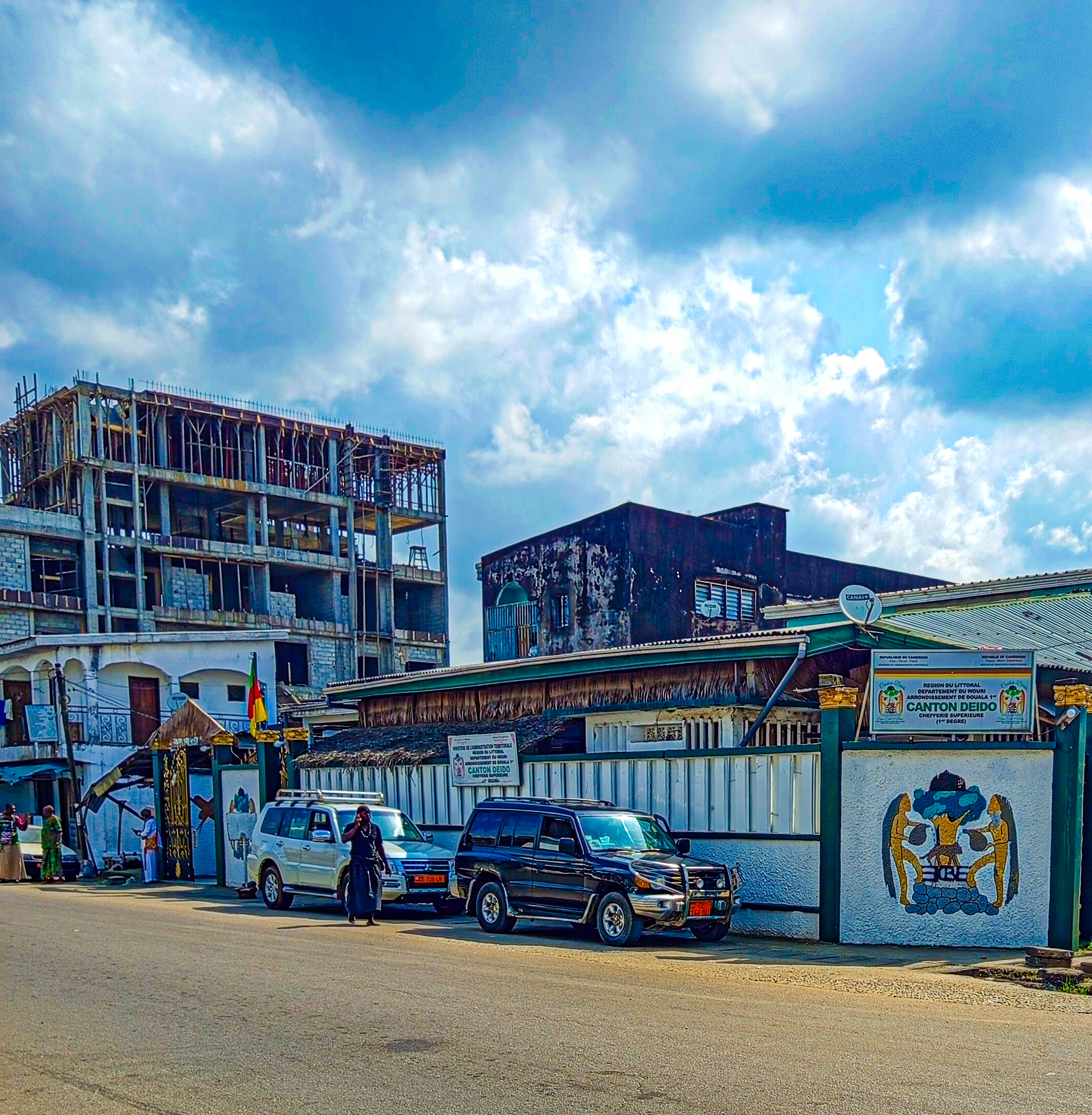

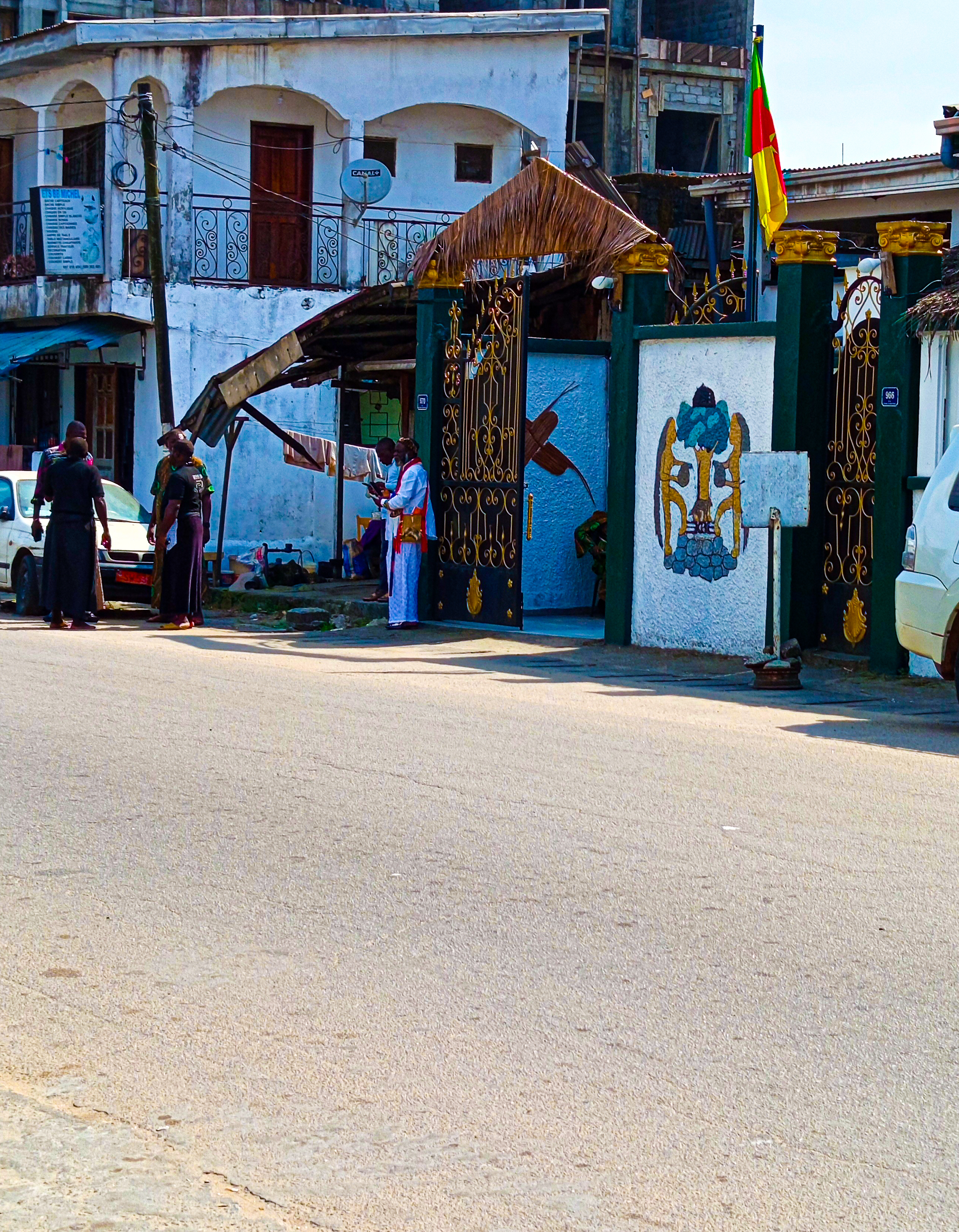

A l'origine, le peuple Duala ne possède qu'un seul roi nommé Dooh La Makongo. Avec le temps, le royaume s'est subdivisé en six grandes chefferies de cantons parmi lesquelles, la chefferie supérieure du Canton Deïdo.

## Souverains successifs
Depuis 1804, la chefferie est dirigée de génération en génération. Aujourd'hui, James Fréderic Ekwalla Essaka est l'actuel roi du candon Deïdo qui a succédé à son père Claude Gaston Ekwalla Essaka Ekwalla Deïdo décédé le 25 septembre en 2013,.
| Période de règne | Nom(s) et prénom(s) du roi                  |
| 2013-            | Fréderic James Ekwalla-Essaka               |
| 1977-2013        | Gaston Claude Emmanuel Ekwalla-Essaka Deïdo |
| 1939-1977        | Frédéric Henri Eitel Ekwalla-Essaka Ekwalla |
| 1931-1939        | Maurice Eboa Epeye Deïdo                    |
| 1927-1931        | Eyum Ekuala Deïdo                           |
| 1919-1927        | Maurice Eboa Epeye Deïdo                    |
| 1903-1919        | Ekuala Epeye                                |
| 1878-1903        | Epeye Ekuala Jim Deïdo                      |
| 1876-1878        | Ekuala Eyum                                 |
| 1804-1876        | Eyum Ebele Charley Deïdo                    |

## Population
Le canton Deïdo est l’un des six cantons du 1er arrondissement de la ville de Douala. Il est classé dans la nomenclature administrative des chefferies traditionnelles de premier degré et compte environ 700 000 personnes cosmopolites. Ce canton est constitué des villages Bonajinje, Bonatene, Bonamouti, Bonamuduru, Bonantone et Bonateki.